# Berberis trifolia
Berberis trifolia là một loài thực vật có hoa trong họ Hoàng mộc. Loài này được (Cham. & Schltdl.) Schult. & Schult.f. mô tả khoa học đầu tiên năm 1830.